# Ommata quinquemaculata
Ommata quinquemaculata là một loài bọ cánh cứng trong họ Cerambycidae.